# 몽화록
《몽회록》(梦华录)은 2022년 방송되었던 중국의 드라마이다.

## 소개
- 항저우시에서 다방의 사장인 조반아가 약혼자인 구양욱이 경성에서 탐화를 합격한 정보를 받지만 결국 배신을 당하였다. 그녀가 경성에 가서 원인을 찾아내고 싶은데 가는 길에서 조반아가 결혼을 속이고 학대를 받은 친구 송인장을 구할 뿐만 아니라 불행한 혼인 생활 때문에 자살하려는 손삼낭도 구하였다. 조반아, 송인장과 손삼낭 세 사람이 여러 가지의 어려움을 겪고 난 후 세 사람은 작은 다방을 변경에서 가장 큰 술집으로 발전하였다.

## 등장 인물
- 류이페이 - 조빈아 역
- 천샤오 - 고천범 역
- 류옌 - 손삼낭 역
- 린윈 - 송인장 역
- 쉬하이차오 - 구양욱 역
- 대욱 (代旭) - 지아내 역
- 장샤오첸 - 두장풍 역
- 관운봉 (管云鹏) - 진염 역
- 이목심 (Daisy) - 갈초제 역
- 왕뤄융 - 소흠언 역

## 참고 사항
- 중국 현지에서 방송 시작한지 2주만에 중화TV에서 VOD 저작권을 구입했다. 국내 방송 일자는 9월 13일이다.
- 조빈아 역을 맡았던 류이페이는 신조협려 이후 17년만에 안방극장에 복귀 하였다.
- 극중 갈초제 역을 맡았던 이목심은 여생청다지교가 종영한지 3개월만에 출연한 작품이기도 하다
- 해당 드라마는 베이징 텔레비전을 통해 다시 방송되었다.